# Allium karataviense
Allium karataviense es una especie herbácea,  bulbosa y  perenne perteneciente a la subfamilia de las alióideas dentro de las amarilidáceas. Es nativa de Asia central y se utiliza comúnmente como planta ornamental.

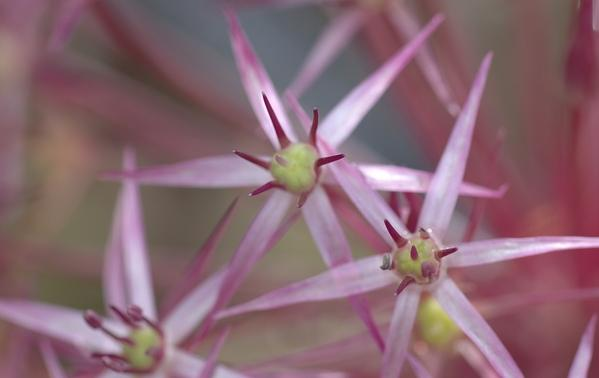
Detalle de las flores

## Descripción
Esta especie es una de las denominadas cebollas ornamentales. Produce  una roseta basal de hojas anchas, arqueadas, muy llamativas, desde donde nace un escapo hueco que sostiene una inflorescencia globular en forma de umbela con diminutas flores de color rosado. El cultivar 'Ivory Queen'  presenta flores blancas. No obstante, una de las características sobresalientes de esta especie es su follaje, de color verde grisáceo que puede llevar tintes rojizos.

## Taxonomía
Allium karataviense fue descrita por  Eduard August von Regel y publicado en Trudy Imp. S. Peterburgsk. Bot. Sada 3(2): 243 (1875).
Etimología
Allium: nombre genérico muy antiguo. Las plantas de este género eran conocidos tanto por los romanos como por los griegos. Sin embargo, parece que el término tiene un origen celta y significa "quemar", en referencia al fuerte olor acre de la planta. Uno de los primeros en utilizar este nombre para fines botánicos fue el naturalista francés Joseph Pitton de Tournefort (1656-1708).
karataviense: epíteto
Sinonimia
- Allium cabulicum Baker
- Allium karataviense var. granitovii Priszter
- Allium karataviense subsp. henrikii Rukans
- Allium singulifolium Rech.f.[6]